# Таллинская область
Та́ллинская область — административно-территориальная единица Эстонской ССР, существовавшая в 1952—1953 годах.
Административный центр — город Таллин.
Таллинская область (наряду с Тартуской) была образована 8 апреля 1952 года в ходе эксперимента по введению областного деления внутри союзных республик Прибалтики. 10 мая 1952 года из южной части области, а также из части Тартуской области была создана Пярнуская область.
Делилась на 12 районов: Вяйке-Марьяский, Йыхвиский, Кейлаский, Кивиылиский, Косеский, Локсаский, Пайдеский, Раквереский, Раплаский, Тапаский, Тюриский и Харьюский.
Таллинская область располагалась в северной части Эстонии, примыкая к Финскому заливу. Год спустя эксперимент был признан неудачным и область упразднили (Указом Президиума Верховного Совета СССР от 28 апреля 1953 года).

## Руководство области

### Партийное руководство
- май 1952 по май 1953 1-й секретарь Таллинского областного комитета КП(б) — КП Эстонии — Ристмяги, Эрнст Вильгельмович

### Советское руководство
- 1952 по 1953 председатель Исполнительного комитета Таллинского областного Совета — Ансберг, Александр Янович